# Jaguar XK150
De Jaguar XK150 is een sportwagen die door Jaguar in 1957 op de markt werd gebracht, als opvolger van de Jaguar XK140.
De Jaguar XK150 FHC (Fixed Head Coupé) en DHC (Drop Head Coupé) hadden, net als hun voorganger een zescilinder motor met een cilinderinhoud van 3442 cm³ en hadden 193 of 213 pk. De wagen had een versnellingsbak met vier versnellingen en werd aangedreven via de achterwielen. Als optie kon men een automatische versnellingsbak van BorgWarner krijgen.
De auto had een topsnelheid van 210 km/u. Vanaf 1958 was er de XK150 S, met een vermogen van 254 pk en een topsnelheid van 215 km/u. Vanaf begin 1959 was er op een alle modellen een krachtigere motor met een cilinderinhoud van 3781 cm³ en 223 pk beschikbaar. De 3.8 S had zelfs 267 pk en een topsnelheid van 215 km/u. De XK150 was een van de eerste serievoertuigen die met vier schijfremmen was uitgerust.
In maart 1961 werd de XK150 opgevolgd door de Jaguar E-type.